# Margo Mulyo (Tumi Jajar)
Margo Mulyo is een bestuurslaag in het regentschap Tulang Bawang Barat van de provincie Lampung, Indonesië. Margo Mulyo telt 4226 inwoners (volkstelling 2010).